# Michael W. Watkins
Michael W. Watkins, anche chiamato Michael Watkins (...), è un direttore della fotografia e produttore televisivo statunitense.
Egli ha lavorato a Smallville, Boomtown The X-Files e Lois & Clark: The New Adventures of Superman, Monk, Law & Order, No Ordinary Family, Warehouse 13 ed altri film e serie tv. Ha anche diretto Deadlocked (2000), The Rockford Files (2010), così come nel 2004 la miniserie televisiva 5ive Days to Midnight.
Watkins ha vinto due Primetime Emmy Awards per il suo lavoro cinematografico a Quantum Leap.
Come produttore ha prodotto episodi di Brooklyn South, Smallville, The X-Files, Prison Break, The Blacklist, così come nel 2001 Semper Fi.
Watkins è un membro dell'American Society of Cinematographers (A.S.C.)

## Lavori televisivi selezionati
- Lois & Clark: The New Adventures of Superman

- "Illusions of Grandeur" (1994), direttore
- "Whine, Whine, Whine" (1995), direttore
- "Ordinary People" (1995)
- "Chip Off the Old Clark" (1995)
- Detention: The Siege at Johnson High (1997)
- The X-Files

- "X-Cops" (2000)
- "Sein und Zeit" (2000)
- "The Sixth Extinction" (2000)
- "Arcadia" (2000)
- "Tithonus" (2000)
- Smallville

- "Metamorphosis" (2001)
- "Jitters" (2001)
- The Lost Room

- "La Caccia" (2006)
- "L'Uomo Della Foto" (2006)
- No Ordinary Family

- "No Ordinary Brother" (2010)
- Criminal Minds: Suspect Behavior

- "Lonely Hearts" (2011)
- The Blacklist

- "Wujing" (2013)
- "Frederick Barnes" (2013)
- "Anslo Garrick Conclusion" (2013)
- "The Cyprus Agency" (2014)
- "Mako Tanida" (2014)
- "Berlin Conclusion" (2014)
- "Lord Baltimore" (2014)
- "Dr. Linus Creel" (2014)
- "The Decembrist" (2014)